# Bisdom San Marcos de Arica
Het bisdom San Marcos de Arica (Latijn: Dioecesis Sancti Marci Aricensis) is een rooms-katholiek bisdom met als zetel Arica, de hoofdstad van de Chileense regio Arica y Parinacota. Het bisdom is suffragaan aan het aartsbisdom Antofagasta. 

## Geschiedenis
Het bisdom werd opgericht op 17 februari 1959, als de territoriale prelatuur Arica, uit delen van het bisdom Iquique, en was suffragaan aan het aartsbisdom La Serena. Op 28 juni 1967 veranderde het van kerkprovincie en werd suffragaan aan het nieuw verheven aartsbisdom Antofagasta. Op 29 augustus 1986 werd het verheven tot bisdom. Op 12 oktober 2011 veranderde het van naam naar bisdom San Marcos de Arica.  

## Parochies
Het bisdom had in 2020 een oppervlakte van 16.873 km2 en telde 229.689 inwoners waarvan 67,6% rooms-katholiek was.

## Bisschoppen
- Ramón Salas Valdés (8 oktober 1963 - 15 mei 1993)
- Renato Hasche Sánchez (15 mei 1993 - 24 april 2003)
- Héctor Eduardo Vargas Bastidas (25 november 2003 - 14 mei 2013)
- Moisés Carlos Atisha Contreras (21 november 2014 - heden)

Antofagasta (aartsbisdom) · Iquique · San Juan Bautista de Calama · San Marcos de Arica